# Lycosa exigua
Lycosa exigua är en spindelart som först beskrevs av Roewer 1960.  Lycosa exigua ingår i släktet Lycosa och familjen vargspindlar.
Artens utbredningsområde är Namibia. Inga underarter finns listade i Catalogue of Life.